# Odnożycowate
Odnożycowate (Ramalinaceae C. Agardh) – rodzina grzybów z rzędu misecznicowców (Lecanorales).

## Systematyka
Pozycja w klasyfikacji według Index Fungorum: Ramalinaceae, Lecanorales, Lecanoromycetidae, Lecanoromycetes, Pezizomycotina, Ascomycota, Fungi.
Według aktualizowanej klasyfikacji Index Fungorum bazującej na Dictionary of the Fungi do rodziny tej należą liczne rodzaje. Wśród występujących w Polsce są to:
- Adelolecia Hertel & Hafellner 1984 – adelka
- Bacidia De Not. 1846 – kropnica
- Bacidina Vezda 1991 – kropniczka
- Biatora Fr. 1817 – wyprószek
- Bilimbia De Not. 1846 – grzezica
- Catinaria Vain. 1922 – pokróżka
- Cliostomum Fr. 1825 – jasenka
- Japewia Tønsberg 1990 – japewia
- Lecania A. Massal. 1853 – miseczniczka
- Ramalina Ach. 1809 – odnożyca
- Toninia A. Massal. 1852 – garbatka

Nazwy polskie według W. Fałtynowicza.